# Fra råuld til Sønderborg garn
Fra råuld til Sønderborg garn er en dansk dokumentarfilm instrueret af Robert Saaskin.

## Handling
Denne artikel mangler et handlingsreferat. Hjælp os med at skrive det.